# Fiona Spence
Fiona Spence es una actriz británica-australiana, conocida por haber interpretado a Vera Bennett en Prisoner y a Celia Stewart en Home and Away.

## Biografía
Es hija de madre irlandesa y padre australiano, su hermana es la directora de casting Kerry Spence.
Con solo 22 años en 1968 estuvo comprometida sin embargo la relación se terminó. A los 32 años se comprometió nuevamente pero la relación se terminó en 1978. En 1979 comenzó a salir con la escritora Denise Morgan; sin embargo, la relación se terminó cuando Denise murió de cáncer en 2011.

## Carrera
En 1979 se unió al elenco principal de la popular serie británica Prisoner donde interpretó a la temperamental oficial de policía Vera "Vinegar Tits" Bennett, hasta 1981 después de que Vera decidiera irse luego de la muerte de su compañero y pareja Terry Harrison (Brian Hannan).
El 26 de enero de 1988 se unió al elenco principal de la exitosa serie australiana Home and Away donde interpretó a Celia Stewart, la hermana de Alf, Morag, Barbara, Debra y media hermana de Colleen hasta el 8 de julio de 2005 luego de que su personaje decidiera irse de misiones a Nigeria. En junio del 2012 se anunció que Fiona regresñ oa la serie y se fue nuevamente el 5 de marzo de 2013.
Anteriormente Celia de juven fue interpretada por las actrices Gilda Ferguson, Tatham Lennox y por Annie Buckley en flashbacks.
En el 2013 se unió al elenco recurrente de la sexta y última temporada de la serie Packed to the Rafters donde interpretó a Eleanor McCormack, la exnovia de Ted Taylor (Michael Caton) hasta el final de la serie el 2 de julio del mismo año.

## Filmografía
Series de televisión
| Año                      | Título                | Personaje         | Notas                             |
| ------------------------ | --------------------- | ----------------- | --------------------------------- |
| 2013                     | Packed to the Rafters | Eleanor McCormack | 9 episodios                       |
| 1988 - 2005, 2012 - 2013 | Home and Away         | Celia Stewart     | 284 episodios                     |
| 2011                     | Packed to the Rafters | Eleanor           | -                                 |
| 1994                     | Law of the Land       | Maggie Mulcahy    | -                                 |
| 1992                     | Acropolis Now         | Joan              | 2 episodios                       |
| 1979 - 1981              | Prisoner              | Vera Bennett      | 222 episodios                     |
| 1981                     | Women of the Sun      | Joy Cutler        | miniserie - segmento "4: Lo-Arna" |
| 1978                     | Glenview High         | -                 | episodio "After the Loving"       |
| -                        | Cop Shop              | -                 | -                                 |
| -                        | The Fast Lane         | -                 | -                                 |
| -                        | Feds                  | -                 | -                                 |

Películas
| Año  | Título             | Personaje   | Notas                                                                                |
| ---- | ------------------ | ----------- | ------------------------------------------------------------------------------------ |
| 2013 | Mirrors            | Lola        | corto - junto a Burgess Abernethy, Remy Hii & Simon Roborgh                          |
| 1981 | I Can Jump Puddles | Mrs. Wilson | junto a Lewis Fitz-Gerald, Tony Barry, Debra Lawrance, Sigrid Thornton & Anne Phelan |

Teatro
| Año         | Obra               | Personaje    | Director (a) | Teatro              | Notas                                                            |
| ----------- | ------------------ | ------------ | ------------ | ------------------- | ---------------------------------------------------------------- |
| -           | Lipstick Dreams    | -            | -            | -                   | -                                                                |
| 1993        | St James Infirmary | -            | Bruce Myles  | Russell St. Theatre | junto a Denis Moore, Glenda Linscott & Alison Whyte              |
| 1991 - 1992 | Aladdin            | -            | -            | Theatre Royal       | junto a Greg Benson                                              |
| 1990        | Prisioner          | Vera Bennett | -            | -                   | -                                                                |
| 1986        | HurlyBurly         | -            | Gary Down    | Russell St. Theatre | junto a Shane Bourne, Terence Donovan, Robert Essex & Gary Files |
| 1984        | Mums               | Jo           | -            | La Mama Theatre     | junto a Geraldine Cook                                           |
| -           | Hansel and Gretel  | -            | -            | -                   | -                                                                |
| -           | Cinderella         | -            | -            | -                   | -                                                                |
| -           | The Tiger          | -            | -            | -                   | -                                                                |
| -           | Anniversary        | -            | -            | -                   | -                                                                |
| -           | Lysistrata         | -            | -            | -                   | -                                                                |

Apariciones
| Año | Programa            | Notas       |
| --- | ------------------- | ----------- |
| -   | Sale of the Century | concursante |
| -   | Cluedo              | concursante |

## Premios y nominaciones
| Año  | Categoría                          | Premio                 | Película/Serie | Resultado |
| ---- | ---------------------------------- | ---------------------- | -------------- | --------- |
| 1993 | Best Achievement in Costume Design | AFI Award              | Frauds         | Nominada  |
| -    | -                                  | Penguin Industry Award | Prisioner      | Nominada  |